# خانه بهبهانی
خانه بهبهانی مربوط به دوره قاجار است و در رامهرمز، خیابان دهقان واقع شده و این اثر در تاریخ ۱۸ اردیبهشت ۱۳۸۰ با شمارهٔ ثبت ۳۷۷۱ به‌عنوان یکی از آثار ملی ایران به ثبت رسیده است.